# Kaldbaksbotnur
Kaldbaksbotnur település Feröer Streymoy nevű szigetén. Közigazgatásilag Tórshavn községhez tartozik.

## Földrajz
A falu a sziget keleti oldalán, a Kaldbaksfjørður végénél fekszik. Tőle mintegy 1 km-re keletre található a szigetcsoport középpontja, amelyet 2005-ben egy fém emléktáblával jelöltek meg egy sziklán. A település mindössze egy gazdaságból áll.

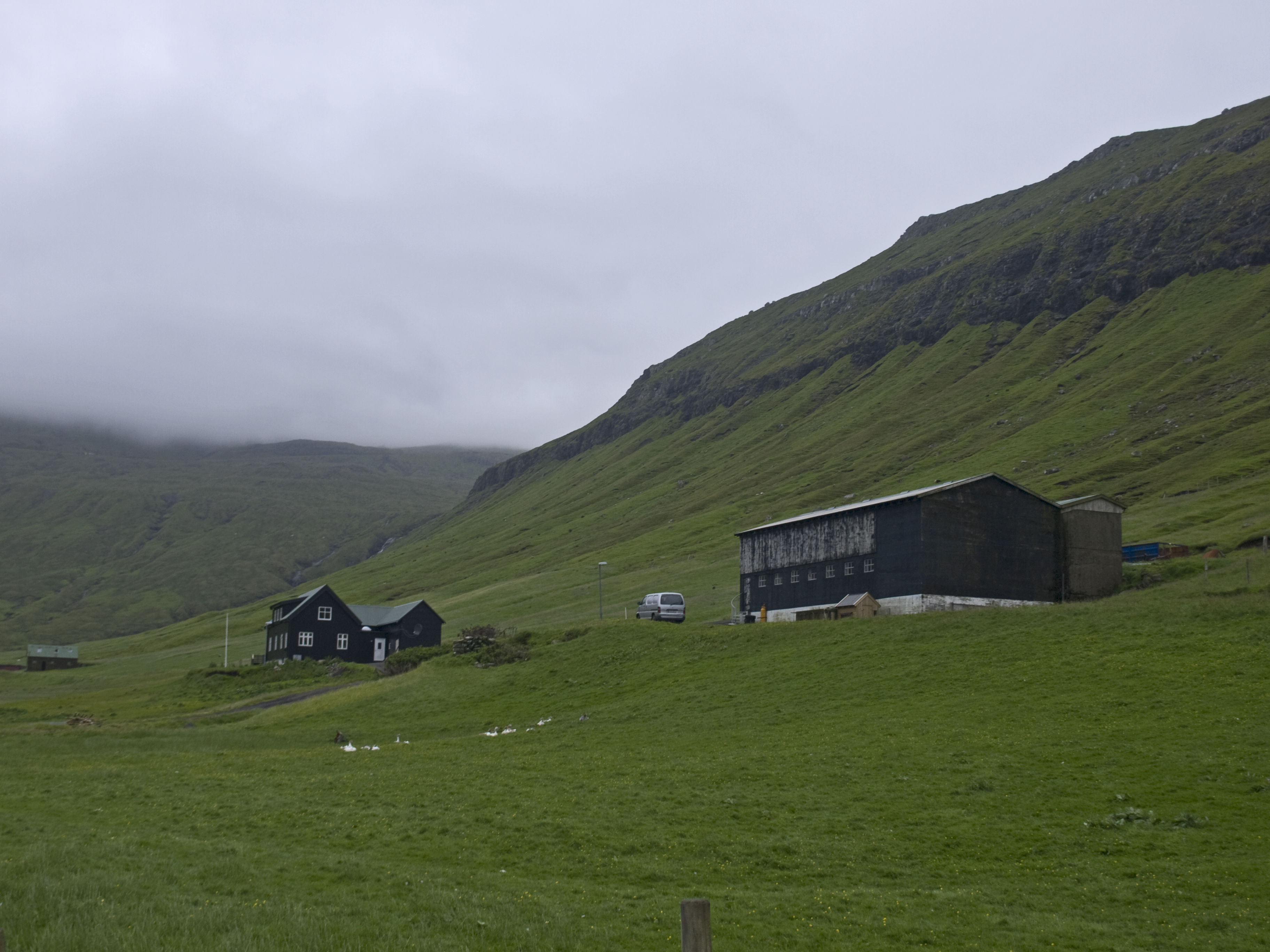
Kaldbaksbotnur

A település fölötti hegyekben található a Mjørkadalur nevű völgy és dán katonai bázis, illetve a Sornfelli hegy, ahol 2007-ig NATO radarállomás működött.

## Népesség
| Év          | Lakosság |
| ----------- | -------- |
| 1986.01.01. | 13       |
| 1991.01.01. | 10       |
| 1996.01.01. | 6        |
| 2001.01.01. | 7        |
| 2006.01.01. | 7        |

## Közlekedés
Kaldbaksbotnurt és Kaldbakot 1980-ban kapcsolták be a sziget közúthálózatába. Az észak felé vezető kétsávos Kollafjarðartunnilin alagút 1992-ben épült, azóta a településen keresztülhaladó út a legfontosabb összeköttetés Tórshavn, illetve Streymoy északi része és a többi sziget között.
A települést három helyközi  (100-as, 300-as, 400-as) és két helyi (4-es, 5-ös) autóbuszvonal is érinti.

### Külső hivatkozások
- faroeislands.dk – fényképek és leírás (angol)
- Kaldbaksbotnur, Tórshavn község (feröeri)